# Trichestra goniophora
Trichestra goniophora là một loài bướm đêm trong họ Noctuidae.